# Italia ai Giochi della VIII Olimpiade
L'Italia partecipò ai Giochi della VIII Olimpiade svoltisi a Parigi dal 4 maggio al 27 luglio 1924, con una delegazione ufficiale di esattamente 200 atleti.

## Medaglie

### Medagliere per discipline[2]
| Sport             | Oro | Argento | Bronzo | Totale |
| ----------------- | --- | ------- | ------ | ------ |
| Sollevamento pesi | 3   | 0       | 0      | 3      |
| Ginnastica        | 2   | 0       | 1      | 3      |
| Atletica leggera  | 1   | 1       | 0      | 2      |
| Scherma           | 1   | 0       | 1      | 2      |
| Ciclismo          | 1   | 0       | 0      | 1      |
| Canottaggio       | 0   | 1       | 1      | 2      |
| Equitazione       | 0   | 1       | 1      | 2      |
| Tennis            | 0   | 0       | 1      | 1      |
| Totale            | 8   | 3       | 5      | 16     |

### Medaglie
| Medaglia | Nome | Sport             | Evento                           |
| -------- | --- | ----------------- | -------------------------------- |
| Oro      | Ugo Frigerio | Atletica leggera  | 10 km di marcia                  |
| Oro      | Angelo De Martini Alfredo Dinale Aurelio Menegazzi Francesco Zucchetti                                                                                     | Ciclismo          | Inseguimento a squadre           |
| Oro      | Renato Anselmi Guido Balzarini Marcello Bertinetti Bino Bini Vincenzo Cuccia Oreste Moricca Oreste Puliti Giulio Sarrocchi                                 | Scherma           | Sciabola a squadre               |
| Oro      | Francesco Martino | Ginnastica        | Anelli                           |
| Oro      | Luigi Cambiaso Mario Lertora Vittorio Lucchetti Luigi Maiocco Ferdinando Mandrini Francesco Martino (ginnasta) Giuseppe Paris Giorgio Zampori              | Ginnastica        | Concorso a squadre               |
| Oro      | Giuseppe Tonani | Sollevamento pesi | Pesi massimi (Oltre gli 82,5 kg) |
| Oro      | Pierino Gabetti | Sollevamento pesi | Pesi piuma (Fino a 60 kg)        |
| Oro      | Carlo Galimberti | Sollevamento pesi | Pesi medi (67,5-75 kg)           |
| Argento  | Romeo Bertini | Atletica leggera  | Maratona                         |
| Argento  | Tommaso Lequio di Assaba | Equitazione       | Salto ostacoli individuale       |
| Argento  | Ercole Olgeni Giovanni Scatturin Gino Sopracordevole | Canottaggio       | Due con                          |
| Bronzo   | Alessandro Alvisi Emanuele Beraudo di Pralormo Tommaso Lequio di Assaba Alberto Lombardi                                                                   | Equitazione       | Concorso completo a squadre      |
| Bronzo   | Giulio Basletta Marcello Bertinetti Giovanni Canova Vincenzo Cuccia Virgilio Mantegazza Oreste Moricca                                                     | Scherma           | Spada a squadre                  |
| Bronzo   | Giorgio Zampori | Ginnastica        | Parallele                        |
| Bronzo   | Antonio Cattalinich Francesco Cattalinich Simeone Cattalinich Giuseppe Crivelli Vittorio Gliubich Pietro Ivanov Bruno Sorich Carlo Toniatti Latino Galasso | Canottaggio       | Otto con                         |
| Bronzo   | Uberto de Morpurgo | Tennis            | Singolare maschile               |

### Plurimedagliati
| Nome                | Sport      | Oro | Argento | Bronzo | Totale |
| ------------------- | ---------- | --- | ------- | ------ | ------ |
| Francesco Martino   | Ginnastica | 2   | 0       | 0      | 2      |
| Marcello Bertinetti | Scherma    | 1   | 0       | 1      | 2      |
| Vincenzo Cuccia     | Scherma    | 1   | 0       | 1      | 2      |
| Oreste Moricca      | Scherma    | 1   | 0       | 1      | 2      |
| Giorgio Zampori     | Ginnastica | 1   | 0       | 1      | 2      |

## Risultati

### Calcio
| Atleta | Classifica |                   |
| --- | --- | ----------------- |
| V · D · M Nazionale italiana · Calcio ai Giochi Olimpici Estivi 1924 P Combi · P De Prà · D Bruna · D Caligaris · D De Vecchi · D Martin II · D Rosetta · C Aliberti · C Ardissone · C Baldi · C Barbieri · C Burlando · C Carzino II · C Fayenz · C Janni · C Rosso · A Baloncieri · A Bergamino I · A Calvi · A Conti · A Della Valle · A Levratto · A Magnozzi · A Monti III · CT : Pozzo | 5° |                   |
| Nazionale italiana · Calcio ai Giochi Olimpici Estivi 1924 | |                   |
| P Combi · P De Prà · D Bruna · D Caligaris · D De Vecchi · D Martin II · D Rosetta · C Aliberti · C Ardissone · C Baldi · C Barbieri · C Burlando · C Carzino II · C Fayenz · C Janni · C Rosso · A Baloncieri · A Bergamino I · A Calvi · A Conti · A Della Valle · A Levratto · A Magnozzi · A Monti III · CT: Pozzo                                                                       | P Combi · P De Prà · D Bruna · D Caligaris · D De Vecchi · D Martin II · D Rosetta · C Aliberti · C Ardissone · C Baldi · C Barbieri · C Burlando · C Carzino II · C Fayenz · C Janni · C Rosso · A Baloncieri · A Bergamino I · A Calvi · A Conti · A Della Valle · A Levratto · A Magnozzi · A Monti III · CT: Pozzo | Italia (bandiera) |

### Pallanuoto
| Atleta | Classifica |                   |
| --- | --- | ----------------- |
| V · D · M Nazionale maschile italiana di pallanuoto · Giochi olimpici - Parigi 1924 Ambrosini · Andreancich · Balla · Benvenuto · Berruti · Cazzaniga · De Luca · Dellacasa · A. Gavoglio · E. Gavoglio · Valle · CT : Ercole Boero | 11° |                   |
| Nazionale maschile italiana di pallanuoto · Giochi olimpici - Parigi 1924 | |                   |
| Ambrosini · Andreancich · Balla · Benvenuto · Berruti · Cazzaniga · De Luca · Dellacasa · A. Gavoglio · E. Gavoglio · Valle · CT: Ercole Boero                                                                                      | Ambrosini · Andreancich · Balla · Benvenuto · Berruti · Cazzaniga · De Luca · Dellacasa · A. Gavoglio · E. Gavoglio · Valle · CT: Ercole Boero | Italia (bandiera) |